# Suncus hututsi
Suncus hututsi är en näbbmus som förekommer i östra Afrika.
Arten når en kroppslängd (huvud och bål) av 44 till 58 mm, en svanslängd av 28 till 33 mm och en vikt av 1,7 till 2,4 g. Den har 8 till 9 mm långa bakfötter och 4 till 7 mm långa öron. Suncus hututsi har kort svartgrå päls på ovansidan och något ljusare päls på undersidan. Dessutom är svansen uppdelad i en mörkbrun ovansida och en lite ljusare undersida. Håren som finns på svansen är styva. Honor har tre par spenar. Andra släktmedlemmar med en mörk gråaktig päls som lever i samma region (Suncus megalura och Suncus murinus) är betydlig större.
Individer av Suncus hututsi är kända från bergstrakter i Burundi och Uganda. Det kända utbredningsområdet ligger 1170 till 2350 meter över havet. Kanske lever denna näbbmus även i angränsande regioner av Kongo-Kinshasa och Rwanda. Arten hittades i olika slags bergsskogar och buskskogar, bland annat med bambu som undervegetation.
Denna näbbmus är aktiv på natten och äter bland annat spindlar och skalbaggar. Fram till 2013 hittades bara 14 exemplar. Några fynd gjordes i Kibira nationalpark. IUCN listar arten med kunskapsbrist (DD).